# David Jiménez (Boxer)
David Alejandro Jiménez Rodriguez (* 15. April 1992 in Cartago) ist ein costa-ricanischer Boxer im Fliegengewicht. 

## Karriere
Der 1,64 m große Rechtsausleger gehört zu den besten Boxern in Mittelamerika. Er gewann bisher neun Goldmedaillen und drei Bronzemedaillen bei zentralamerikanischen Wettkämpfen sowie drei Bronzemedaillen bei kontinentalen Meisterschaften. Bei den Panamerikaspielen 2011 in Mexiko und den Panamerikameisterschaften 2013 in Chile erreichte er jeweils das Viertelfinale.
Zudem war Jiménez bisher dreimal WM-Teilnehmer. Bei der WM 2013 in Kasachstan besiegte er Kim In-kyu, Sergej Neumann, Jack Bateson und Koryun Soghomonyan, ehe er im Halbfinale gegen Mohamed Flissi ausschied und Bronze gewann. Bei der WM 2015 in Katar besiegte er Nándor Csóka und Kelvin de la Nieve, unterlag jedoch im Viertelfinale erneut gegen Flissi knapp mit 1:2. 2017 in Deutschland unterlag er ebenfalls knapp mit 2:3 im ersten Duell gegen Belik Galanow.
Bei den Olympiaqualifikationen 2012 und 2016 schied er jeweils vorzeitig aus.

### Erfolge
- Oktober 2009, 3. Platz Halbfliegen, Zentralamerikanische Meisterschaften in Guatemala
- April 2010, 1. Platz Halbfliegen, Zentralamerikaspiele in Panama
- Mai 2010, 1. Platz Halbfliegen, Zentralamerikanische Meisterschaften in Costa Rica
- Juli 2010, 3. Platz Halbfliegen, Zentralamerika- und Karibikspiele in Puerto Rico
- September 2011, 1. Platz Halbfliegen, Zentralamerikanische Meisterschaften in Nicaragua
- Oktober 2012, 1. Platz Halbfliegen, Zentralamerikanische Meisterschaften in Costa Rica
- März 2013, 1. Platz Halbfliegen, Zentralamerikaspiele in Costa Rica
- Oktober 2013, 3. Platz Halbfliegen, Weltmeisterschaften in Kasachstan
- Oktober 2014, 1. Platz Halbfliegen, Zentralamerikanische Meisterschaften in Costa Rica
- Juli 2015, 3. Platz Fliegen, Panamerikanischen Spiele in Kanada
- August 2015, 3. Platz Fliegen, Panamerikanische Meisterschaften in Venezuela
- November 2016, 1. Platz Fliegen, Zentralamerikanische Meisterschaften in Costa Rica
- Juni 2017, 3. Platz Fliegen, Panamerikanische Meisterschaften in Honduras
- Oktober 2017, 3. Platz Fliegen, Zentralamerikanische Meisterschaften in Guatemala
- Dezember 2017, 1. Platz Fliegen, Zentralamerikaspiele in Nicaragua
- November 2018, 1. Platz Fliegen, Zentralamerikanische Meisterschaften in Costa Rica